# Benetton B195
A Benetton B195 egy Formula–1-es versenyautó, amelyet a Benetton tervezett Rory Byrne és Ross Brawn tervezővel az 1995-ös Formula–1 világbajnokságra. Pilótái Michael Schumacher és Johnny Herbert voltak.
Schumacher még az előző évnél is jobban tarolt, 9 versenyt nyert meg, két nagydíj még hátravolt a szezonból, amikor második címét már bebiztosította. Ezúttal pedig csapattársa is erősen teljesített, Johnny Herbert szintén nyert kétszer, így a Benetton a konstruktőrök között is története során először világbajnok lett.

## A szezon
Az 1995-ös szezonban több fontos változás történt a Benetton körül. Először is, Ford-motorok helyett Renault-erőforrásokat kaptak. A szezonnyitó brazil versenyen a Williamsek szerezték meg az első sort az edzésen kétszer is balesetet szenvedő Schumacher és Herbert Benettonja előtt. Bár Schumacher a rajtnál élre állt, Damon Hill-lel szemben háromkiállásos stratégián volt. Hill visszavette a vezetést a német első kiállása után, de váltóhiba miatt kiesett, így Schumacher győzött David Coulthard és Gerhard Berger előtt. A verseny után az első két helyen végzetet kizárták, autójukban az üzemanyagot szabálytalannak találták. Mivel mindkét csapatnak az Elf cég szállította a benzint és az hibázott, ezért az FIA visszavonta a döntést és mégsem Gerhard Berger lett a győztes. A két csapat azonban nem kapta meg konstruktőri pontjait és 200 000 dollár büntetést kapott.
Az argentin futamon a 3. helyről rajtolt, majd a futam végén Damon Hillel harcolt a győzelemért, mindketten ugyanazon stratégián voltak. Schumacher boxkiállásánál probléma akadt az üzemanyagtöltéskor, így Hill könnyedén győzött Jean Alesi és Schumacher előtt mögötte 4. helyen Herbert végzett. San Marinóban Schumacher szerezte meg a pole-t, mindössze 8 ezredmásodperccel Berger előtt. Schumacher a verseny közepén, a boxkiállását követő körben megcsúszott és a falnak ütközött. Herbert 2 kör hátrányban a 7. helyen fejezte be a futamot. Spanyolországban ismét Schumacher indult az élről. A verseny végén mindkét Williamsnek váltóhibája akadt, így Herbert második helyen végzett a harmadik Az első rajtsorból Berger és Alesi Ferrarija indult, a rajt után Alesi és Herbert harcolt az elsőségért. Alesi hamar kiesett, majd csapattársa is feladta a futamot. Ezután Herbert vezetett, de nem tudta maga mögött tartani a Coulthardot és megcsúszott.  előtt. Schumacher győzött és átvette a vezetést a pontversenyben, így a Benetton 1990 után ismét kettős győzelmet ünnepelt. 

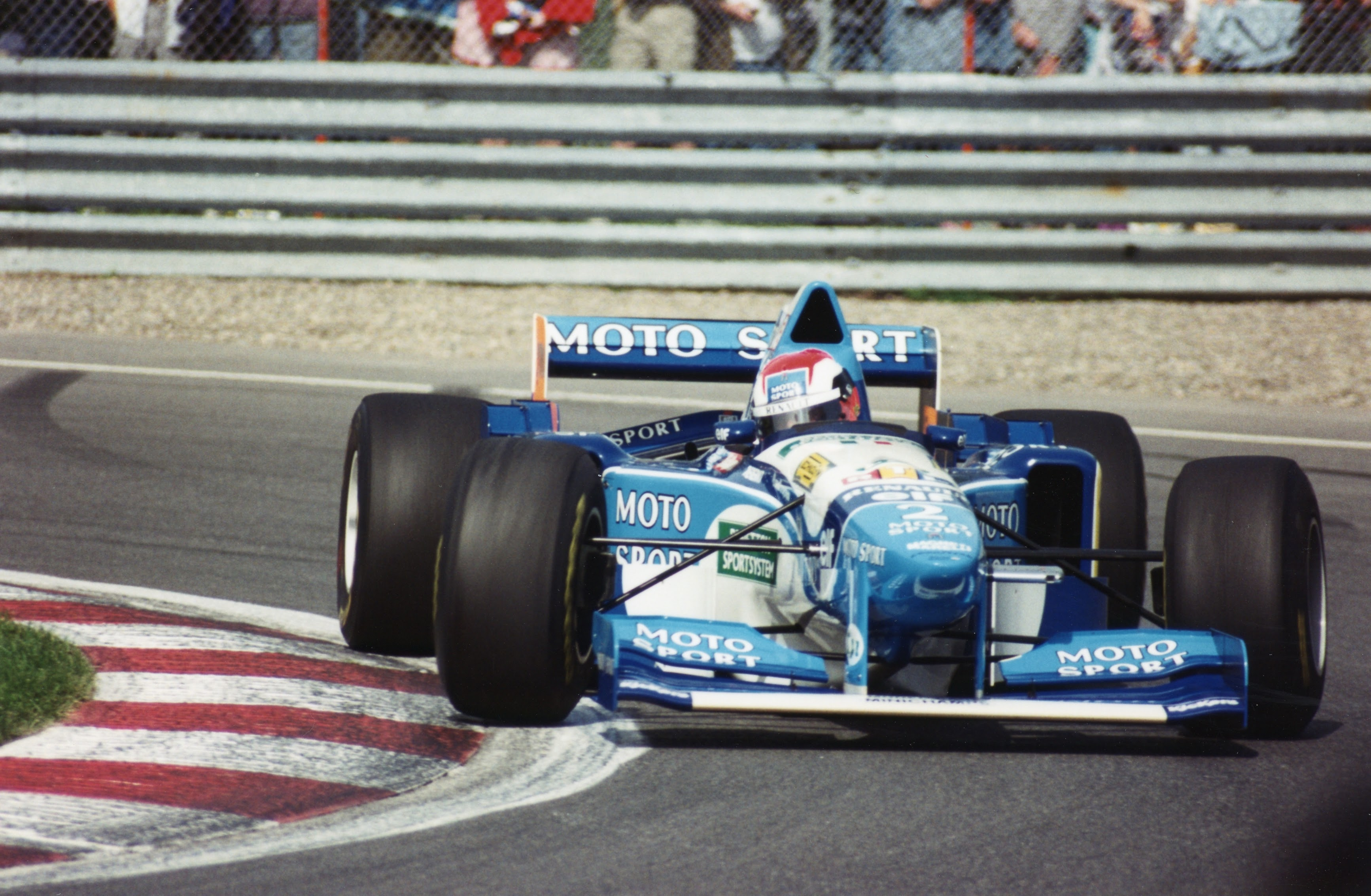
Johnny Herbert Montrealban.

Monaco utcáin Schumacher győzött, míg Herbert 4. lett. Montréálban Schumacher fél perccel vezetett Jean Alesi előtt, amikor 11 körrel a leintés előtt váltója a 3. sebességben ragadt és a boxba kellett hajtania. Hosszú szerelés után visszatért a pályára, az 5. helyen végzett. Csapattársa a rajtnál ütközött Mika Häkkinennek és mindketten kiestek a versenyből. Franciaországban a 2. körben Herbert kicsúszott, míg német csapattársa megnyerte a futamot. Silverstoneban Hill a 46. körben előzni próbálta Schumachert a Priory kanyarban de mindketten kipördültek és kiestek. A versenyt Johnny Herbert nyerte, amely első Formula–1-es futamgyőzelme volt. Hockenheimban a pole-pozícióból induló Hill a vezető helyről csúszott ki a 2. körben, így Schumacher a második helyről indulva győzött David Coulthard előtt, míg Herbert a negyedik helyen ért célba.
A magyar nagydíjon a Hill a pole-pozícióból indulva hamar 15 másodperces előnyre tett szert. Schumacher első boxkiállásánál az üzemanyagtöltővel komoly probléma akadt és a benzin szétfolyt a garázs előtt, ezután még kétszer állt ki a boxba, majd a benzinpumpa meghibásodása miatt kiesett. Csapattársa megint csak a negyedik helyen végzett. Belgiumban az első rajtsorból Berger és Jean Alesi Ferrarija indult, a rajt után Alesi és Herbert harcolt az elsőségért. Alesi hamar kiesett, majd csapattársa is feladta a futamot. Ezután Herbert vezetett. Amikor a versenyen az eső erősödni kezdett, Hill kiállt esőgumiért, míg Schumacher kockáztatott és maradt a slick gumikkal. Hill körönként 6 másodperccel gyorsabban autózva hamar utolérte a németet. Schumacher sikeresen védte pozícióját, amíg ki nem csúszott a fűre. Hill ekkor megelőzte, de ezután a pálya száradni kezdett és a britnek ismét ki kellett állnia kerékcserére, ezúttal slickekért. Később ismét eleredt az eső és bejött a biztonsági autó is. Ezúttal mindkét rivális kiállt esőgumikért, Schumacher kevés előnnyel, de Hill elé tért vissza. Hill ezután 10 másodperces stop and go büntetést kapott, emiatt harmadiknak esett vissza. A győztes Schumachera futam után egy versenyről való felfüggesztett eltiltást kapott, mivel sportszerűtlenül akadályozta Hill előzését.
Olaszországban Herbert nyert, míg Damon Hill és Schumacher ütközött a 24. körben Inoue Taki lekörözése közben. A portugál versenyen Herbert 7., Schumacher 2. helyen végzett. Az európai nagydíjon, amit a Nürburgringen rendeztek meg. Schumacher harmadik kiállása után 22 másodperces hátrányát ledolgozta Alesivel szemben és 3 körrel a leintés előtt megelőzte a franciát a Veedol-sikánban, így győzött. Herbert az 5. helyen végzett 1 kör hátrányban.

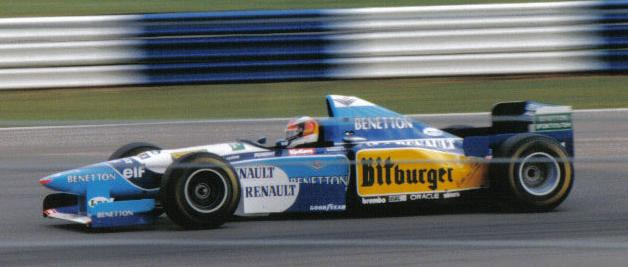
Michael Schumacher Silverstone-ban.

Schumacher Japánban a Csendes-óceáni nagydíjon lett világbajnok, az utána következő versenyt egy héttel később azonban ismét Japánban Suzukában tartották. A német világbajnok letaglózó, 0,865 másodperces előnnyel szerezte meg a rajtelsőséget a ferraris Jean Alesi és mclarenes Mika Häkkinen előtt. Az utóbbi versenyeken küszködő Damon Hill negyedik lett, ennél jobban is aggasztotta egy másodpercet kitevő lemaradása.
Vasárnap reggel eső áztatta el a suzukai pályát, a bemelegítő edzésen kiderült, hogy ez kedvez a Williamseknek. Magát a futamot azonban már felszáradó körülmények között futották. Alesit és ötödik helyről induló csapattársát, Gerhard Bergert is megbüntették kiugrás miatt. A francia versenyző büntetése letöltése után elsőként váltott száraz pályás gumikra, és áthámozta magát a teljes mezőnyön. Annak ellenére, hogy a sűrűben egyszer megpördült, a 10. körben már második volt. Folyamatosan közeledett Schumacherre, amíg a Ferrari meg nem állt alatta. A német versenyző győzelmét innentől nem veszélyeztette semmi. A két williamses, Damon Hill és David Coulthard a második és harmadik helyen járt. Az eső a futam háromnegyedénél érkezett meg újra, a legtöbb csapadék a Spoon kanyarban hullt, ez pedig mindkét brit versenyzővel csúnyán kifogott. Schumacher mögött így Hakkinen és a csapattárs, Johnny Herbert ért célba. A Benetton kettős dobogója a Williams kettős kiesésével szemben azt jelentette, hogy 1995. október 29-én elhódította történetének első és egyetlen konstruktőri bajnoki címét. Az évadzáró ausztrál nagydíjon Schumacher a verseny 22. körében ütközött Alesivel és kiesett, míg a 69. körben erőátviteli problémák miatt Herbert is kiesett.
AZ év végével Schumacher távozott a Ferrarihoz, és vele tartott számos mérnök, akik az előző évek sikereiért voltak felelősek.
A B195-ös szerepel az F1 2020 "Deluxe Schumacher Edition" kiadásában.

## Eredmények
(Táblázat értelmezése)

(Félkövér: pole-pozícióból indult; dőlt: leggyorsabb kört futott) 

| Év   | Csapat              | Motor           | Gumi | Versenyzők         | 1   | 2   | 3   | 4   | 5   | 6   | 7   | 8   | 9   | 10  | 11  | 12  | 13  | 14  | 15  | 16  | 17  | Pont | Helyezés |
| ---- | ------------------- | --------------- | ---- | ------------------ | --- | --- | --- | --- | --- | --- | --- | --- | --- | --- | --- | --- | --- | --- | --- | --- | --- | ---- | -------- |
| 1995 | Mild Seven Benetton | Renault RS7 V10 | G    |                    | BRA | ARG | SMR | ESP | MON | CAN | FRA | GBR | GER | HUN | BEL | ITA | POR | EUR | PAC | JPN | AUS | 137  | 1.       |
| 1995 | Mild Seven Benetton | Renault RS7 V10 | G    | Michael Schumacher | 1   | 3   | Ki  | 1   | 1   | 5   | 1   | Ki  | 1   | 11  | 1   | Ki  | 2   | 1   | 1   | 1   | Ki  | 137  | 1.       |
| 1995 | Mild Seven Benetton | Renault RS7 V10 | G    | Johnny Herbert     | Ki  | 4   | 7   | 2   | 4   | Ki  | Ki  | 1   | 4   | 4   | 7   | 1   | 7   | 5   | 6   | 3   | Ki  | 137  | 1.       |